# 龍城大藥房

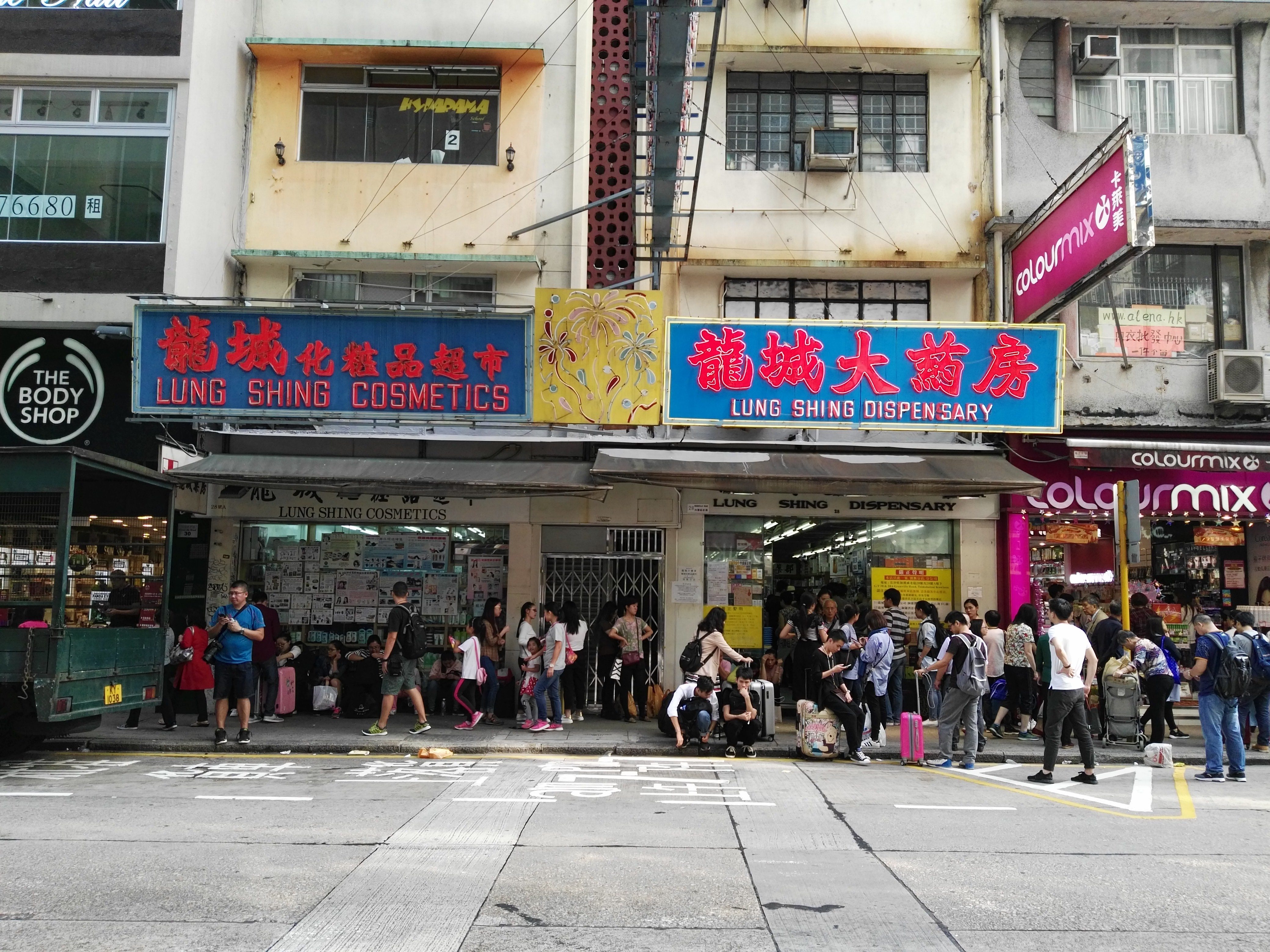
龍城大藥房。

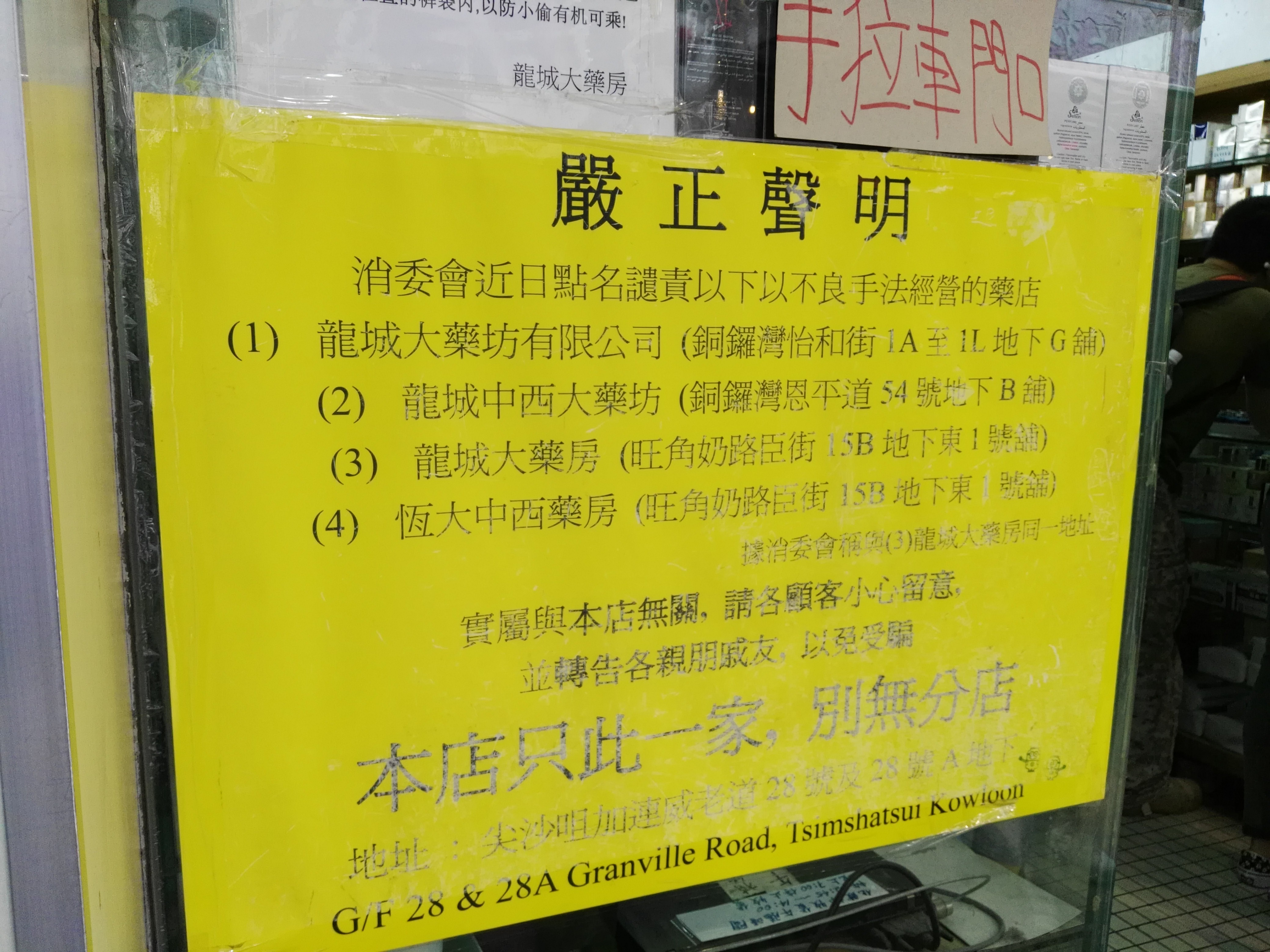
龍城大藥房聲明。

龍城大藥房(英文：Lung Shing Dispensary)是一間位於香港九龍尖沙咀加連威老道28號和28號A的藥房，開業至今已經68年，大股東為鄺偉鴻。藥房以薄利多銷的形式營運，近年更成為大陸旅客的必到景點。
2015年10月8日，由於龍城飽受冒名之苦，曾收到不少遊客投訴稱在假冒店買貴藥，認為商譽受損。龍城在門外掛上聲明，標明「只此一家，別無分店」。事件更被彭博通訊社報導。
2015年8月13日，消委會點名譴責七間藥房的銷售手法極為惡劣，這些藥房一般未有清晰標明貨品價錢，當中三間藥房名字中有「龍城」二字。香港明報在衛生署藥物辦公室的持牌藥商名單，以關鍵詞「龍城」搜尋，發現另外尚有7間「龍城」藥房或藥坊，包括3間持牌藥房及4間持牌藥行，集中在旺角、尖沙嘴及銅鑼灣等旅遊區。